# Henry Villard
Henry Villard (ursprungligen Ferdinand Heinrich Gustav Hilgard), född 10 april 1835 i Speyer, död 12 november 1900 i Dobbs Ferry, New York, var en amerikansk järnvägsman, industriman och tidningsägare.
Villard föddes i Bayern och emigrerade till USA 1853 vid 18 års ålder. Efter en karriär som tidningsägare förvärvade han år 1881 New York Post. Han var drivande i byggnationen av Northern Pacific Railroad. Han kom senare huvudsakligen att ägna sig åt filantropi.